# Погатец, Эмануэль
Эмануэ́ль Пога́тец (нем. Emanuel Pogatetz; 16 января 1983, Грац, Австрия) — австрийский футболист, защитник. Ныне — тренер.

## Карьера
Эмануэль родился в Граце, Австрия. Карьера Погатеца началась в местном «Штурме», но за основной состав он не сыграл. Позже перешёл в «Кернтен», за который сыграл свыше тридцати матчей, и перешёл в леверкузенский «Байер». Побывав в аренде в клубах: «Аарау», «ГАК Грац», и московском «Спартаке», летом 2005 года Погатец присоединился к «Мидлсбро», подписав контракт до 2010 года.
За «Спартак» Погатец выступал с марта 2005 года, играя в центре обороны вместе с Неманьей Видичем, однако провёл всего 11 матчей. В 13-м туре чемпионата России в игре против «Шинника» на 10-й минуте Погатец жёстко встретил на фланге Ярослава Харитонского и наступил ему на голеностоп. Харитонского госпитализировали, диагностировав ему перелом малой берцовой кости и лодыжки, из-за чего ему пришлось завершить карьеру футболиста. Погатец был не только удалён с поля, но и получил полгода дисквалификации — антирекорд чемпионата России (позже срок дисквалификации сократили до 6 недель). Позже австриец извинился перед Харитонским, сказав, что не хотел наносить травму в том эпизоде.
Играя в Англии, Погатец также стал фигурантом нескольких скандальных эпизодов, когда в игре с «Манчестер Юнайтед» он жёстко сыграл против полузащитника Родриго Поссебона, чуть не сломав его, и даже попытался придушить Криштиану Роналду.
2 июня 2010 года Эмануэль подписал контракт с «Ганновером» до 2013 года.
19 июня 2012 года Погатец перешёл в «Вольфсбург», подписав контракт до 2015 года. 28 января 2013 года был отдан в аренду в английский «Вест Хэм Юнайтед» для получения игровой практики.
Летом 2013 года Погатец перешёл в «Нюрнберг». А в сентябре 2014 года Погатец перешёл в американский футбольный клуб «Коламбус Крю». В январе 2016 года он вернулся в Германию, подписав контракт с клубом Второй Бундеслиги «Унионом» из Берлина.
Во время зимнего перерыва сезона 2017/18 Погатец стал игроком австрийского клуба ЛАСК.
По состоянию на 2021 год был играющим тренером клуба второго австрийского дивизиона «Юниорс».

## Стиль игры
За свою игровую карьеру Погатец заработал 103 жёлтых и 6 красных карточек, причём многие из игровых эпизодов с его участием заканчивались травмами соперников.

## Достижения
- Чемпион Австрии: 2004 (ГАК)
- Обладатель Кубка Австрии (2): 2001 («Кернтен»), 2004 (ГАК)